# Thomas Gousset

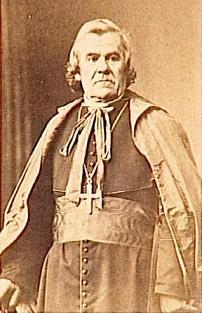
Kardinal-Erzbischof Thomas Gousset (Photo nach 1860)

Thomas-Marie-Joseph Gousset (* 1. Mai 1792 in Montigny-lès-Cherlieu; † 22. Dezember 1866 in Reims) war ein französischer römisch-katholischer Geistlicher, Erzbischof von Reims und Kardinal.

## Leben

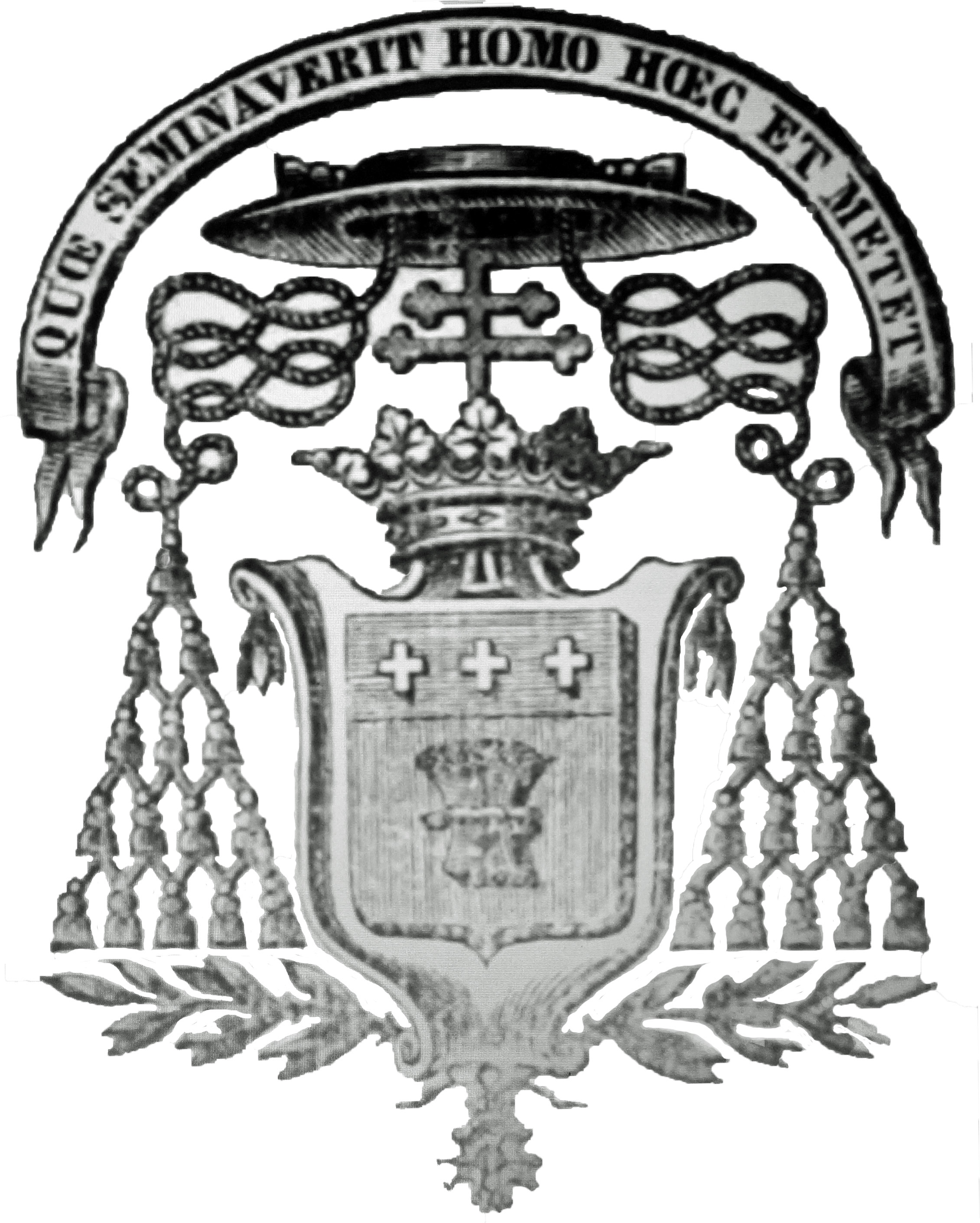
Wappen des Kardinalerzbischofs mit Wahlspruch

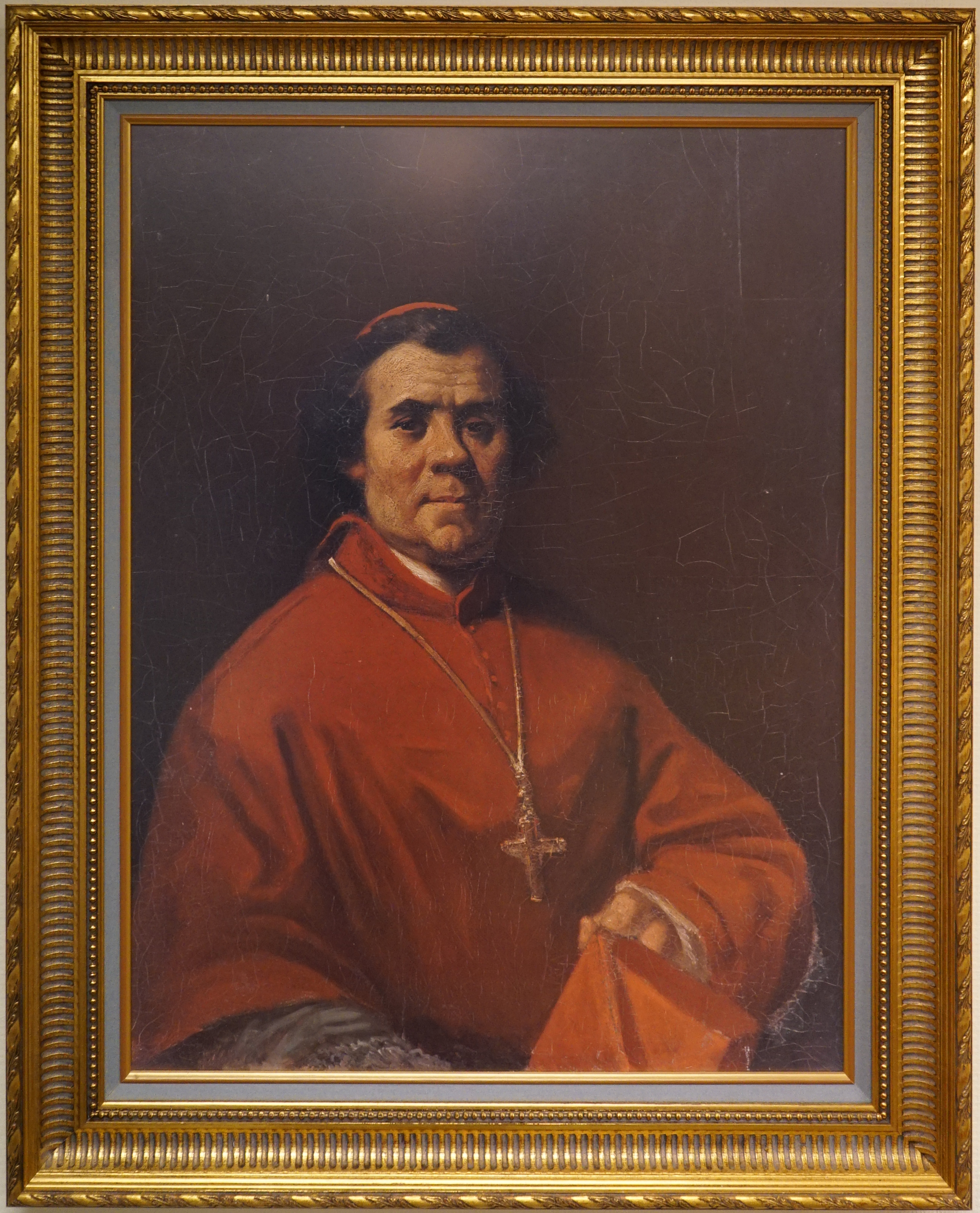
Kardinal Gousset in jüngeren Jahren (ca. 1850 – Gemälde)

Er war das achte Kind des Bauern Thomas Gousset (1754–1837) und dessen Frau Marguerite Bournom (1759–1845). In seiner Jugend war er Landarbeiter, bevor er ein Studium in Besançon begann, wo er 1817 zum Dr. theol. promoviert wurde. Die Priesterweihe empfing er am 22. Juli 1817. Nach einigen Monaten als Vikar wurde er 1818 Professor für Dogmatik und Moraltheologie am Priesterseminar von Besançon. Diese Position hatte er bis 1830 inne. Am 22. August 1830 wurde er Generalvikar in Besançon. Die Académie de Besançon nahm ihn am 28. Januar 1831 auf.
Am 1. Februar 1836 wurde Thomas Gousset zum Bischof von Périgueux ernannt. Die Bischofsweihe spendete ihm am 6. März desselben Jahres der Erzbischof von Paris Hyacinthe-Louis de Quélen; Mitkonsekratoren waren Charles de Forbin-Janson, Bischof von Nancy, und Eugène de Mazenod, Apostolischer Visitator der Mission von Tunis. Am 13. Juli 1840 wurde er zum Erzbischof von Reims ernannt. Dort gründete er eine Akademie und die erzbischöfliche Bibliothek. Am 2. Dezember 1845 wurde er Päpstlicher Thronassistent
Papst Pius IX. kreierte ihn im Konsistorium vom 30. September 1850 zum Kardinalpriester. Den roten Hut und San Callisto als Titelkirche erhielt er am 10. April 1851.
Er starb in Reims und wurde in der dortigen Kirche Saint-Thomas beigesetzt, die er hatte erbauen lassen. Sein Herz wurde in einer goldenen Urne in einem der beiden Bronzepfeiler der Äbtekapelle der Kathedrale von Reims bestattet.

## Ehrungen
- Mitglied der Académie de Besançon, 1831
- Senateur de l’Empire, 1852
- Kommandeur der Ehrenlegion, 1858